# Lambzig
Lambzig ist ein Ortsteil der Stadt Netzschkau im nordöstlichen Vogtlandkreis
(Freistaat Sachsen). Er wurde am 1. April 1992 eingemeindet.

## Geographie

### Geographische Lage
Lambzig liegt im Osten des Gebiets der Stadt Netzschkau. Der Ort befindet sich im Osten des Naturraumes Vogtland im sächsischen Teil des historischen Vogtlands. Lambzig liegt auf einem Höhenrücken, der im Westen vom Limbach und im Osten von der Göltzsch begrenzt wird.

### Nachbarorte
|             | Mylau                                       |          |
| Netzschkau  | Kompassrose, die auf Nachbargemeinden zeigt | Mylau    |
| Foschenroda | Lauschgrün                                  | Rotschau |

## Geschichte
Lambzig wurde im Jahr 1435 erstmals urkundlich als „Lamptzig“ erwähnt. Die unregelmäßige Aufteilung der Ortsflur in Blöcke und Streifen deutet auf einen slawischen Ursprung des Orts hin. Der Name von Lambzig wird auf das slawische „lom“ oder „lomsko“ zurück, was „Steinbruch“, „Windbruch“, „im Walde“ oder „Sumpfgebiet“ bedeutet.
Der Ort gehörte zur Herrschaft Mylau, die im 16. Jahrhundert zum kursächsischen Amt Plauen kam. Die Grundherrschaft über Lambzig lag bis ins 19. Jahrhundert anteilig bei den Rittergütern Netzschkau und Mylau. Zwischen 1752 und 1755 wurde in der Fundgrube „Brauner Hirsch“ Magneteisenthuringit abgebaut. Aus der „Lambziger Fundgrube“ erfolgte von 1896 bis 1901 die Förderung von Eisenerz.
Lambzig gehörte bis 1856 zum kursächsischen bzw. königlich-sächsischen Amt Plauen. 1856 wurde der Ort dem Gerichtsamt Reichenbach und 1875 der Amtshauptmannschaft Plauen angegliedert.
Durch die zweite Kreisreform in der DDR kam die Gemeinde Lambzig im Jahr 1952 zum Kreis Reichenbach im Bezirk Chemnitz (1953 in Bezirk Karl-Marx-Stadt umbenannt), der ab 1990 als sächsischer Landkreis Reichenbach fortgeführt wurde und 1996 im Vogtlandkreis aufging. Am 1. April 1992 wurde Lambzig in die Stadt Netzschkau eingemeindet.

## Öffentlicher Nahverkehr
Lambzig ist mit der vertakteten RufBus-Linie 86 des Verkehrsverbunds Vogtland an Netzschkau, Mylau und Reichenbach angebunden.